# بحر الغرام (فلم)
بحر الغرام هو فيلمٌ مصريٌ أُنتج عام 1955.

## قصة الفيلم
في قرية على البحر، يعيش فيها مجموعة من صيادي السمك، تنشأ قصة حب بين الفتاة تونة (نعيمة عاكف) ابنة المعلم شحاتة أبو داود (محمود لطفي)، وبين أمين (رشدي أباظة) ابن المعلم مبروك (عبد الوارث عسر)، شريك المعلم شحاتة في مركب الصيد.
لكن السيدة قمر (سميحة توفيق)، زوجة المعلم البخيل عاشور (السيد بدير)، تحب أمين، وتسعى لإيقاعه في حبائلها، لكنه يرفض. إلاّ أن تونة تعتقد أنك هناك علاقة آثمة بين أمين وقمر.
يأتي إلى القرية المخرج الكبير وهبي (يوسف وهبي) رفقة صديقه وخادمه رشيق (عبد السلام النابلسي). يشاهد تونة ويعجب بخفة دمها، ثم يشاهدها وهي ترقص فيرغب أن يجعل منها فنانة مشهورة، لكنه يُقابل بالرفض من أهل القرية يتقدمهم أمين.
تهب عاصفة كبيرة على مركب الصيادين، فيغرق المعلم داود، ويصاب أمين في ظهره. تذهب تونة إلى المخرج وهبي مع رزق (مختار حسين)، وهو صياد معهم. يتبناها وهبي ويجعل منها فنانة مشهورة باسم فُتنة. تطلب من المخرج أن يُعالج أمين على حسابه دون أن يعلم، ويوافق المخرج. لكن المعلم عاشور يوهم أهل القرية، بإيعاز من زوجته أن هو من تكفل بعلاج أمين. ويحتقرون تونة لأنها أصبحت راقصة. لكن المخرج وهبي يقوم في النهاية بزيارة القرية والتأكيد على شرف تونة، وإيضاح حقيقة علاج أمين، ويعترف المعلم عاشور بأنه لم يتكفل بعلاج أمين.
تعتزل تونة الفن، وتعود لحبيبها أمين.

## شخصيات الفيلم
- نعيمة عاكف في دور تونة\فُتنة.
- رشدي أباظة في دور أمين خطيب تونة.
- يوسف وهبي في دور المخرج وهبي.
- عبد الوارث عسر في دور المعلم مبروك، والد أمين.
- محمود لطفي في دور المعلم شحاتة، والد تونة.
- عبد السلام النابلسي في دور رشيق، صديق المخرج وهبي.
- السيد بدير في دور المعلم عاشور.
- سميحة توفيق في دور قمر، زوجة عاشور.
- مختار حسين في دور صياد، صديق للمعلمين مبروك وشحاتة.

## أغاني الفيلم
أغاني الفيلم من تأليف عبد الفتاح مصطفى، وقد لحن أحدها حسين جنيد. كما لحن كمال الطويل أغنية «الريح نادي»، ولحن أحمد صدقي أغنية «سهاري الليل».

## وصلات خارجية
- مقالات تستعمل روابط فنية بلا صلة مع ويكي بيانات
- بحر الغرام على الدهليز
- بحر الغرام نسخة محفوظة 28 أبريل 2022 على موقع واي باك مشين. على كاروهات

## مصدر
1. ↑  رشدي أباظة..ملك الشر الوسيم والأنيق نسخة محفوظة 2022-01-30 على موقع واي باك مشين.
2. ↑  عناوين الفيلم
3. ↑  محمود قاسم، الفيلم الغنائي في السينما المصرية، وكالة الصحافة العربية (ناشرون)، نسخة إلكترونية، الجيزة، مصر، 2018.